# Compensatorische rekking
Een compensatorische rekking, ook wel vergoedingsrekking of compensatierekking, is een verschijnsel uit de taalkunde dat regelmatig voorkomt in het Oudgrieks, alsook in de Germaanse en Slavische talen. Dit is het proces waarbij een klinker verlengd wordt ter compensatie van het wegvallen van één of meer medeklinkers.

## Oudgrieks
In het Oudgrieks komt een compensatorische rekking voor bij de oorspronkelijke medeklinkercombinatie νσ (ns) of σ (s) gevolgd door een nasale medeklinker. Voorbeelden:
- *τόνς *tons > τούς tous (/-oː-/) ‘de’ (accusatief mannelijk meervoud van het bepaald lidwoord)
- *γίγᾰντς *gigănts > *γίγᾰνς *gigăns > γίγᾱς gigās ‘gigant’
- *ἐσμί *esmi > εἰμί eimi (/eː-/) ‘ik ben’

In vele gevallen zorgt een compensatorische rekking ook voor een compensatie voor het wegvallen van een oorspronkelijke /s/ of /j/ in de volgende lettergreep. Voorbeelden:
- *ἤγγελσα *ēngelsa > ἤγγειλα ēngeila (/-eː-/) ‘ik berichtte’
- *κρῐ́νjω *krĭnjō > κρῑ́νω krīnō ‘ik oordeel’

Deze compensatorische rekking kan ook nog verschillen tussen de verschillende dialecten van het Oudgrieks, met name het Attisch, het Ionisch, het Dorisch en het Eolisch.

## Germaans
Binnen het Germaans komt vergoedingsrekking voor bij de Noordzeegermaanse talen. Het gaat hierbij om nasale medeklinkers die verdwijnen voor fricatieven. Enkele voorbeelden:
- Proto-Germaans *munþa- wordt Engels mouth en Oud-Fries mūth, tegenover Nederlands mond
- Proto-Germaans *gans- wordt Engels goose en Fries goes, tegenover Nederlands gans
- Proto-Germaans *tanþu- wordt Engels tooth en Oud-Fries tōth, tegenover Nederlands tand